# コネクト (漫画)
『コネクト』は、鈴木マナツによる日本の青年漫画。アニメソングを題材としており、主人公の少年が仲間とともにアニメソングの制作に邁進する姿を描く。『ウルトラジャンプ』（集英社）において、2015年から2018年まで連載された。全36話。

## あらすじ
男子高校生・一ノ瀬和奏は、ある日、アニメソングをきっかけに、クラスメイトの漫画家・藤尾藤子と親しくなる。藤子の短編漫画集を読んで触発された和奏は、彼女の漫画をイメージした曲を作る。この曲は和奏の友人・佐野済によってインターネットにアップロードされ、和奏の後輩・小日向花音の目に留まる。
歌い手として活動していた花音は、和奏の曲に歌詞をつけて歌った動画をアップロードする。この動画がきっかけとなって藤子は和奏が作曲活動をしていることを知り、和奏と「自分の漫画が映像化されたとき、和奏が主題歌を作る」という約束を交わす。その後、和奏は、花音やギタリストの矢野天音らと組んで音楽ユニット「スタードロップ」を結成する。
スタードロップは同人イベントで実績を残し、レコード会社社員の目に留まる。これを機に、スタードロップのもとには、キャラクターソングの作曲やオリジナルアニメの主題歌の制作、アプリゲームの音楽制作など、仕事の依頼が舞い込むようになる。一方、藤子は『君の待つ世界』という漫画の連載を開始する。
その後、和奏は『君の待つ世界』のアニメ化企画が動いていることを知る。和奏は主題歌のデモテープを提出したいと制作スタッフに申し出るが、主題歌担当は若手屈指の作曲家・田中奏多に内定していると一蹴される。これを受けて、スタードロップはデモテープをインターネットにアップロードする。デモテープは評判となり、制作スタッフは主題歌のコンペティションを行うことを決める。そして、コンペティションの結果、『君の待つ世界』の主題歌は、オープニングをスタードロップ、エンディングを田中が担当することが決まる。
3年後、テレビアニメ『君の待つ世界』の第1話が放送され、スタードロップが制作したオープニング曲も流れる。その翌日、和奏が藤子に告白したところで物語は終わる。

## 登場人物
一ノ瀬 和奏（いちのせ わかな）
本作の主人公。音楽ユニット「スタードロップ」のメンバーで、作曲を担当している。初登場時点では高校2年生で、高校卒業後は音楽大学に進学する。
音楽一家の出身で、自身もスタードロップで活動する前から趣味で作曲を行っていた。「キャラクターや物語に寄り添う音楽」が好きで、花音から「作品に寄り添う感性」を高く評価されている。
藤尾 藤子（ふじお ふじこ）
本作のヒロイン。和奏の高校のクラスメイト。
『月刊マーマレード』という雑誌で活動する少女漫画家。高校1年生のときにデビューし、読み切りを収録した短編集『スタードロップ』がヒットする。その後、初連載作『君の待つ世界』がアニメ化されている。作中では和奏や花音、田中が彼女の作品を愛好しており、音楽ユニット「スタードロップ」の名前は彼女の短編集から命名されている。
小日向 花音（こひなた かのん）
「kanon」という名義で活動する、女性の歌い手。音楽ユニット「スタードロップ」のメンバーであり、ボーカルと作詞を担当している。和奏とは高校が同じで、彼の1つ下の後輩に当たる。
叙情的な歌声と高音を歌いこなすテクニックを兼ね備えており、作中では藤子や田中が彼女の歌を愛好している。高校卒業後はスタードロップに籍を置きつつ、田中のチームにも所属して活動している。
矢野 天音（やの あまね）
音楽ユニット「スタードロップ」のギタリスト。
プロのギタリストを父に持ち、自身の演奏技術も高い。一方で母親にはギターを弾くことを快く思われておらず、スタードロップにも「母親にギターのことは隠す」という条件で加わったが、後に母親にギターを弾くことを認めさせ、専門学校のギターコースに進学する。
佐野 済（さの わたる）
和奏の友人。和奏が藤子の短編集を読んで作った曲をインターネットにアップロードし、音楽ユニット「スタードロップ」結成のきっかけを作った。スタードロップ結成後は、スタードロップのマネージャーを務めている。
高木 みなみ（たかぎ みなみ）
花音の友人。実家がカフェを経営しており、普段はそこで働いている。
花音とは付き合いが長く、カフェの地下にある録音ブースを使わせるなどして花音の活動を助けている。音楽ユニット「スタードロップ」では経理を担っており、加えて、父親が所有するレンタルスタジオを活動場所として提供している。
加藤 鼓春（かとう こはる）
天音の幼馴染。音響系の専門学校生で、卒業後は音響エンジニアとして働いている。
天音の家庭事情について知っており、彼女の音楽活動をサポートしている。音楽ユニット「スタードロップ」ではミキシングなど音響関係の作業を手伝っている。
田中 奏多（たなか かなた）
作中世界で最も勢いのある若手作曲家。「kinako」というチームを組んで活動している。
花音の才能を高く評価し、彼女に執心している。また和奏の才能も評価しているが、同時に警戒心も抱いている。

## 書誌情報
- 鈴木マナツ 『コネクト』 集英社〈ヤングジャンプ・コミックス・ウルトラ〉、全6巻
  1. 2016年6月22日第1刷発行（2016年6月17日発売[集 1]）、ISBN 978-4-08-890462-7
  2. 2017年1月24日第1刷発行（2017年1月19日発売[集 2]）、ISBN 978-4-08-890582-2
  3. 2017年7月24日第1刷発行（2017年7月19日発売[集 3]）、ISBN 978-4-08-890713-0
  4. 2018年1月24日第1刷発行（2018年1月19日発売[集 4]）、ISBN 978-4-08-890847-2
  5. 2018年7月24日第1刷発行（2018年7月19日発売[集 5]）、ISBN 978-4-08-891078-9
  6. 2019年1月23日第1刷発行（2019年1月18日発売[集 6]）、ISBN 978-4-08-891219-6

### 集英社の本
以下の出典は『集英社の本』（集英社）内のページ。書誌情報の発売日の出典としている。
1. ↑  “コネクト 1”. 2019年4月30日閲覧。
2. ↑  “コネクト 2”. 2019年4月30日閲覧。
3. ↑  “コネクト 3”. 2019年4月30日閲覧。
4. ↑  “コネクト 4”. 2019年4月30日閲覧。
5. ↑  “コネクト 5”. 2019年4月30日閲覧。
6. ↑  “コネクト 6”. 2019年4月30日閲覧。